# Eblisia bicincta
Eblisia bicincta är en skalbaggsart som beskrevs av Cooman 1941. Eblisia bicincta ingår i släktet Eblisia och familjen stumpbaggar. Inga underarter finns listade i Catalogue of Life.